# Alexis Deswaef
Alexis Deswaef (Oostende, 20 december 1969) is een Belgisch advocaat en mensenrechtenactivist.

## Levensloop
Deswaef bracht zijn jeugd door in Oostende en in Brugge, waar hij aan hockey deed. Hij volbracht zijn humaniorastudies in het Sint-Leocollege en studeerde in 1994 af als licentiaat in de rechten aan de Université catholique de Louvain.
Als advocaat vestigde hij zich te Brussel in een kantoor waar hij daklozen verdedigde. Hij won een pleitwedstrijd in Frankrijk over daklozen. Door zowel Franstalige als Nederlandstalige media werd hem vaak zijn mening gevraagd in verband met mensenrechten in België, meer in het bijzonder in verband met asielaanvragers. Van 2011 tot 2018 was hij voorzitter van de Franstalige Belgische Liga voor Mensenrechten (Ligue des Droits de l'Homme).
Deswaef uit in de media vaak zijn ongenoegen over de migratiepolitiek van de opeenvolgende Belgische regeringen. Hij ageerde tegen de regering-Michel en de politiek zoals die werd gevoerd door Theo Francken, staatssecretaris voor Asiel en Migratie.
In 2022 was hij medevoorzitter van het 'Burgerplatform voor Steun aan Vluchtelingen'. Dat protesteerde op 19 december van dat jaar bij de eerste minister, omdat de regering te weinig deed om te voorkomen dat veel vluchtelingen in vriesweer op straat moesten slapen. Deswaef trad op als woordvoerder en verklaarde "Het is onaanvaardbaar, we hebben een regering die de rechtsstaat niet respecteert. Het is een kwestie van mensenrechten".

## Dossiers

### Kritiek op de kolonisatie in Israël
In 2012 publiceerde Deswaef over de reis van een groep juristen, gespecialiseerd in internationaal recht, die talrijke getuigen ging ondervragen in Israël en in Cisjordanië. Hij klaagde hierbij de ernstige overtredingen van het internationaal recht aan die de staat Israël begaat ten nadele van de Palestijnse bevolking. De hierbij behandelde thema's waren: de burgerlijke kolonisatie, de militaire bezetting, de opgetrokken muren rond de geannexeerde gebieden, de uitbuiting van Palestijnse gebieden en het apartheidsregime in Israël.

### Soedanese migranten
Op 7 september 2017 kondigde Theo Francken een akkoord aan dat hij had gesloten met de Soedanese ambassadeur in Brussel over het repatriëren van Soedanezen die illegaal in België verbleven. In zijn hoedanigheid van voorzitter van de Ligue des Droits de l'Homme verzette Deswaef zich hiertegen en verklaarde:
Ik vind het verbijsterend dat meneer Francken zich verlaagt tot samenwerking met een officiële Soedanese delegatie van de geheime diensten. Soedan is een dictatuur, zijn president wordt vervolgd door het Internationaal Gerechtshof, de mensenrechten worden er op grote schaal geschonden. Het grote aantal erkenningen van asielaanvragen door Soedanezen bewijst het.

### De zaak-Ibrahima Barrie
In 2021 werd Deswaef advocaat van de familie van Ibrahima Barrie, de jonge Afrikaan die overleed nadat hij door de politie was gearresteerd.

### Disputen met de politie
Op 2 april 2016 werd Deswaef samen met 18 andere personen door de politie gearresteerd tijdens een antifascistische betoging. Hij werd naar de kazerne van Etterbeek gevoerd omdat de betoging verboden was.
In juli 2019 legde de Brusselse politiecommissaris Pierre Vandersmissen, verantwoordelijk voor de ordehandhaving in Brussel, een klacht neer tegen Deswaef. Hierin beschuldigde hij hem van pesterij en smaad (harcèlement et outrage) over de periode van 2008 tot 2016. Een eerdere gelijkaardige klacht was zonder gevolg gebleven. Na drie jaar werd Deswaef onvoorwaardelijk vrijgesproken.
Naast de verdediging van slachtoffers van politiegeweld voor de hoven en rechtbanken, wordt Deswaef regelmatig door de media geïnterviewd over de legaliteit van politieoptredens. Zo gaf hij op 3 juli 2023 in een interview voor Bruzz, naar aanleiding van de arrestatie van een 20-tal jongeren op het Muntplein in Brussel, kritiek op de politietechniek van "preventieve aanhoudingen", in het bijzonder van minderjarigen, door te stellen dat de wettelijke voorwaarden minstens een begin van verstoring van de openbare orde vereisen of een sterk vermoeden dat er een misdaad in voorbereiding is. Aanhoudingen moeten uitzonderlijk blijven en voldoen aan de proportionaliteitstoets. De korpschef van de politie Brussel, Michel Goovaerts, verklaarde nadien dat er informatie was ontvangen dat de jongeren bivakmutsen, buffen en noodhamertjes hadden gekocht in de aanpalende winkelgalerij.

## Publicatie
- Alexis DESWAEF, Israël-Palestine: au coeur de l'étau, 10 jours pour comprendre, Editions Couleur livres, 2012, ISBN 978-2870036082.